# Stent
Lo stent è un divaricatore metallico cilindrico con struttura a maglie, che viene introdotto negli organi a lume (cioè gli organi cavi propriamente detti o visceri, come l'intestino,  oppure i vasi sanguigni) e viene fatto espandere fino a che il suo diametro è pari a quello del lume. In questo modo si può, per esempio, ridurre una stenosi, escludere un aneurisma o mantenere pervio il viscere.

## Etimologia
L'origine della parola stent rimane incerta. Il verbo to stent viene utilizzato da secoli nei paesi di lingua inglese per il processo di inamidatura, rendendo rigidi gli abiti (una locuzione da lungo tempo obsoleta, per l'Oxford English Dictionary) e alcuni credono che questo sia l'origine del termine. Altri attribuiscono la dizione stent a Jan F. Esser, un chirurgo plastico olandese che nel 1916 utilizzò questa parola per descrivere un composto per impronte dentali inventato nel 1856 dal dentista inglese Charles Stent (1807–1885), che Esser aveva impiegato per creare una forma per un riempitivo utilizzato nella ricostruzione facciale chirurgica. Il resoconto della storia è descritto nel Journal of the History of Dentistry. Secondo l'autore, dall'utilizzo del composto creato da Stent come supporto per i tessuti facciali, il termine si estese progressivamente all'utilizzo del termine stent per indicare il ricostruire, rendere di nuovo funzionali (e/o pervie) vari tipi di strutture corporee.

## La procedura di impianto a livello vascolare
Il paziente viene preparato nei giorni precedenti con terapia antiaggregante se la procedura è stata programmata oppure si utilizzano delle dosi, cosiddette da carico, se l'intervento è da praticare in emergenza.
Al momento dell'intervento in sala angiografica (o di emodinamica), viene praticata una puntura solitamente a livello dell'arteria femorale, previa anestesia locale, e vengono introdotti dei cateteri che arrivano fino al vaso interessato. Meno invasiva e di rapido recupero, la puntura può avvenire sul polso destro. Può essere necessaria, in rari casi, l'anestesia generale.
Giunti nella sede da trattare viene posizionato il catetere che ha lo stent nella parte terminale (alle volte con l'ausilio di un palloncino portante) nel punto preciso all'interno del vaso: questa tecnica va eseguita sotto stretto monitoraggio radiologico e con il mezzo di contrasto, che permette di vedere il lume dell'arteria.
Vi sono dei problemi potenziali correlati all'uso degli stent vascolari: il più comune è la trombosi dello stesso, cosa che determina un'occlusione acuta del vaso e ischemia (se vaso arterioso) del tessuto irrorato, ma in genere sono eventi rari e che si presentano nell'immediato o entro le 24 ore successive all'impianto. Infatti il device viene poi riendotelizzato, cioè ricoperto da neointima e l'utilizzo degli antiaggreganti aiuta tale processo.  Anche la proliferazione intimale, se eccessiva, può determinare una complicanza, definita però "restenosi".
Conseguentemente, la ricerca attuale si focalizza sulla riduzione della crescita di neointima dopo la collocazione degli stent. Sono stati fatti considerevoli passi avanti per migliorare la metodica, tra questi l'impiego di materiali più biocompatibili, l'utilizzo di stent medicati con farmaci antinfiammatori, di stent coronarici a rilascio di farmaco, di stent riassorbibili e di stent bioattivi in titanio e ossido nitrico.
Nonostante queste precauzioni, vi può essere trombosi tardiva, in particolare con i Drug Eluting Stent, evento controllabile con una attenta adesione del paziente alla terapia con doppia antiaggregazione che deve essere utilizzata per un minimo di un anno e fino a 18 mesi.
In certi casi può essere possibile il reintervento, come nel caso di restenosi.
Il paziente prova solo un lieve dolore ben sopportato, durante il gonfiaggio del palloncino. Il movimento dei cateteri nelle arterie è indolore.

## Stent coronarici
La malattia coronarica (Coronary Artery Disease o CAD) è una delle più importanti cause di morbilità e mortalità per malattia cardiaca nel mondo intero e sia la rivascolarizzazione chirurgica tramite bypass aorto-coronarico (coronary artery bypass grafting, CABG) sia l'angioplastica coronarica (PCI) sono opzioni terapeutiche ben studiate e note sia nell'ottimizzazione delle procedure, sia nell'entità delle loro complicanze, sia nelle misure per correggerle. Il rapido sviluppo delle tecniche, sia chirurgiche sia percutanee, è stato di tale portata che attualmente la scelta della migliore strategia di rivascolarizzazione sta cambiando; questo è particolarmente vero in condizioni complesse che includono quelle di pazienti con ostruzione grave di tre vasi coronarici (o loro rami) oppure con una grave ostruzione (anche plurima) della coronaria di sinistra (arteria che alimenta il ventricolo sinistro, quello più importante). L'attuale ampio uso di "stent medicati" (drug eluting stents) ha provocato una riduzione significativa dei pazienti operati di bypass (CABG), anche se dati recenti nella letteratura medica indicano come preferibile l'approccio chirurgico in pazienti ad alto rischio cardiovascolare.

## Stent a diversione di flusso
Lo stent a diversione di flusso è uno strumento endovascolare utilizzato in neuroradiologia interventistica nel trattamento degli aneurismi finalizzato a correggere l'emodinamica del complesso aneurisma-vaso.
Un aneurisma è una struttura arteriosa patologica, un'anormale dilatazione risultante da un ampio ventaglio di fattori, genetici, infiammatori ed emodinamici. La parete sottointimale della sacca è prevalentemente acellulare, cicatriziale, e per questo fragile, potendosi rompere. A livello intracranico il problema maggiore della rottura è costituito dall'emorragia subaracnoidea, importante causa di morbilità e mortalità.
L'aneurisma intracranico è trattato per via chirurgica o endovascolare. In quest'ultimo caso si usano le spirali. Per dare supporto a queste in fase di rilascio si può utilizzare uno stent recuperabile. Poiché si è visto che lo stent rendeva più trombogenica la sacca, deviando il flusso da essa, si è sviluppato uno specifico strumento a deviazione di flusso.
Le caratteristiche cardine di uno stent a diversione di flusso sono finalizzate a trombizzare la sacca aneurismatica, lasciando pervi i vasi collaterali. Per questo lo stent è costituito da una maglia metallica molto fitta per ricoprire al meglio il colletto dell'aneurisma, ma i pori di questa maglia hanno un diametro superiore al diametro medio dell'endoteliocita per evitare che lo sviluppo neointimale copra l'ostio dei vasi perforanti. Il vaso collaterale rimane pervio probabilmente per fenomeni emodinamici intrinseci, quali, primariamente il mantenimento di un gradiente di pressione.

## Bionica vascolare
Stentrode è uno stent endovascolare provvisto di microelettrodi che possono sia registrare l'attività elettrica cerebrale sia fornire stimolazioni elettriche localizzate. Inventato da Thomas Oxley del Mount Sinai Medical Center di New York.